# Felix Mussil

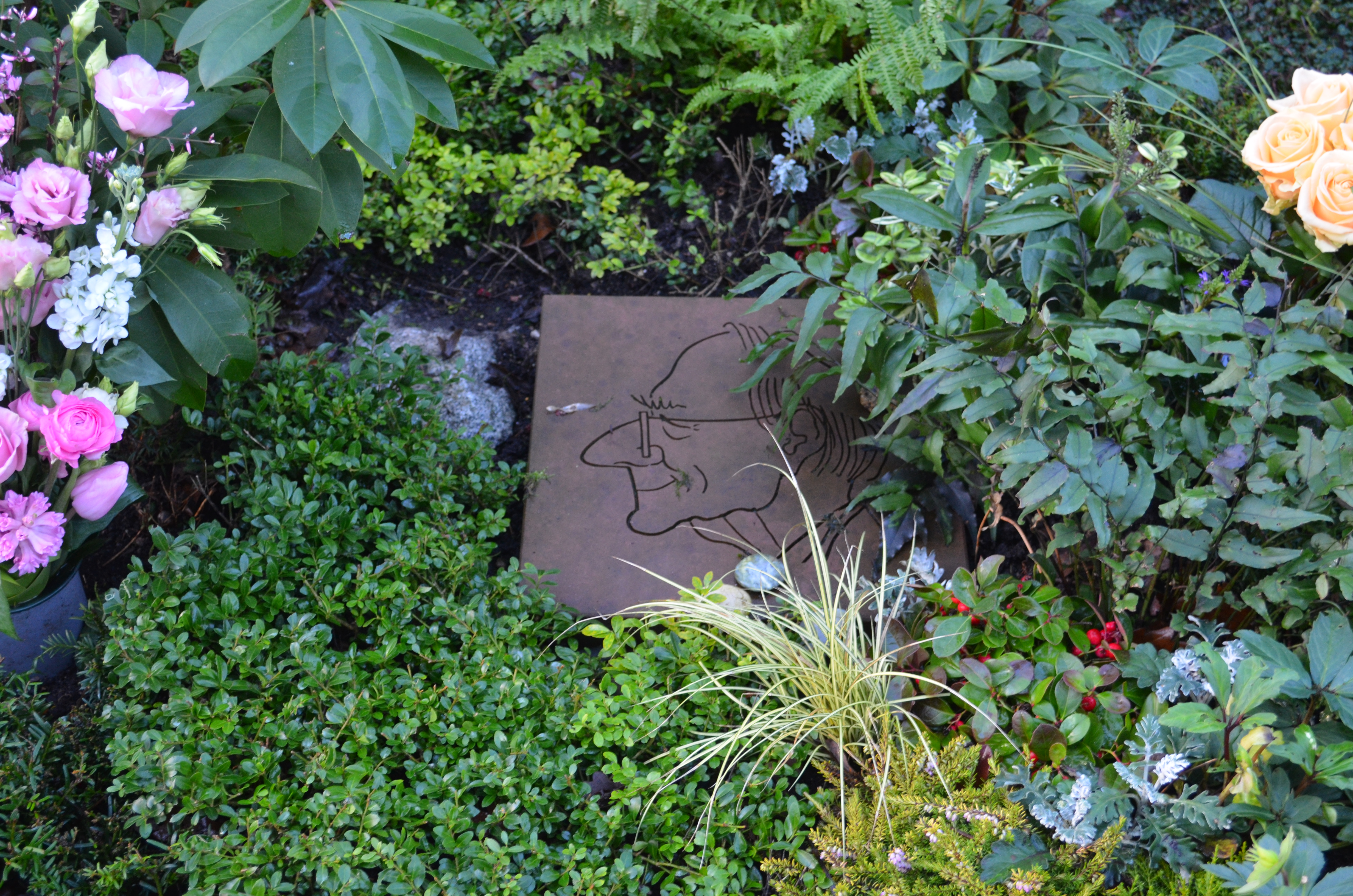
Detail des Grabs von Felix Mussil auf dem Frankfurter Hauptfriedhof

Felix Mussil (* 9. Januar 1921 in Berlin; † 8. Februar 2013 in Frankfurt am Main) war ein deutscher Karikaturist und 46 Jahre lang Mitarbeiter der Frankfurter Rundschau.

## Leben
Mussil machte 1939 sein Abitur in Berlin und nahm danach ein Architekturstudium an der TH Berlin (heute Technische Universität Berlin) auf. 1941 wurde Mussil zur Wehrmacht eingezogen, 1945 kehrte er aus sowjetischer Kriegsgefangenschaft zurück. In Hannover verkaufte er ab 1948 als freier Mitarbeiter Karikaturen an örtliche Tages- und Wochenzeitungen.
Nach einer zeitungsinternen Legende fuhr Mussil 1955 mit nichts als zehn Karikaturen unter dem Arm und ohne eine Rückfahrkarte nach Frankfurt am Main und stellte seine Zeichnungen dem Herausgeber der neu entstandenen Frankfurter Rundschau, Karl Gerold, vor, der ihn sofort fest anstellte. Seine Karikaturen erschienen immer auf der ersten Seite der Zeitung. Mussil arbeitete abgeschieden von der Redaktion und den sonstigen Büros in seinem eigenen Atelier auf dem Dach des Rundschau-Hauses, das er „Kabäuschen“ nannte.
Er arbeitete nach der Devise:

„Witzig, aber nicht höhnisch, polemisch, aber nicht dogmatisch, treffend, aber nicht um jeden Preis. Dabei immer die Feder in der Tusche, aber nie im Gift.“

Er blieb der Frankfurter Rundschau fast ein halbes Jahrhundert lang treu und ging erst 2002 mit 81 Jahren verspätet in Rente. Zu seinem achtzigsten Geburtstag veranstaltete das Frankfurter Museum für Komische Kunst im Historischen Museum eine Ausstellung eines Teiles seiner Werke. Sämtliche Originalzeichnungen seit Ende der sechziger Jahre – mehrere tausend Arbeiten – übergab Mussil 2003 dem Museum. Zuletzt lebte er im „Dichterviertel“ Frankfurts.

## Bücher
Von 1986 an erschienen Sammelbände seiner Karikaturen als Buch:
- Jahresbücher (12) Politische Karikaturen 1986–2001, Nest Verlag GmbH, Frankfurt am Main[6]

Außerdem waren seine Werke Bestandteil zahlreicher Sammelwerke:
- Sammelbände (7) Karikaturen des Jahres 1990–1998, zusammengefasst von Klaus Bresser.

## Auszeichnungen
- Goetheplakette der Stadt Frankfurt am Main (2012)